# Ophioscolecida
Ordre
Les Ophioscolecida sont un ordre d'ophiures (échinodermes proches des étoiles de mer). 

## Classification
Selon World Register of Marine Species (24 mars 2018) :
- famille des Ophiohelidae Perrier, 1893 -- 4 genres
- famille des Ophioscolecidae Lütken, 1869 -- 14 genres

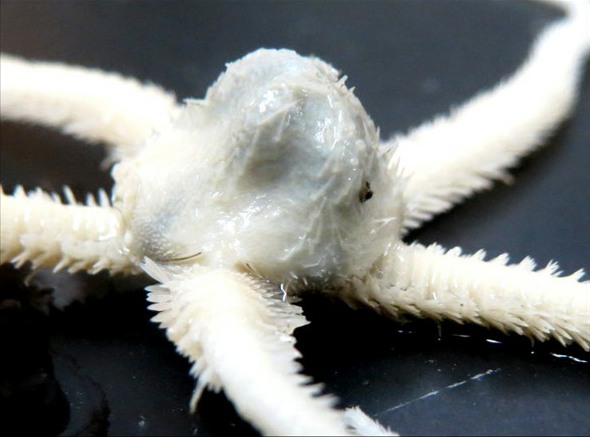
Ophiotholia spathifer (Ophiohelidae)
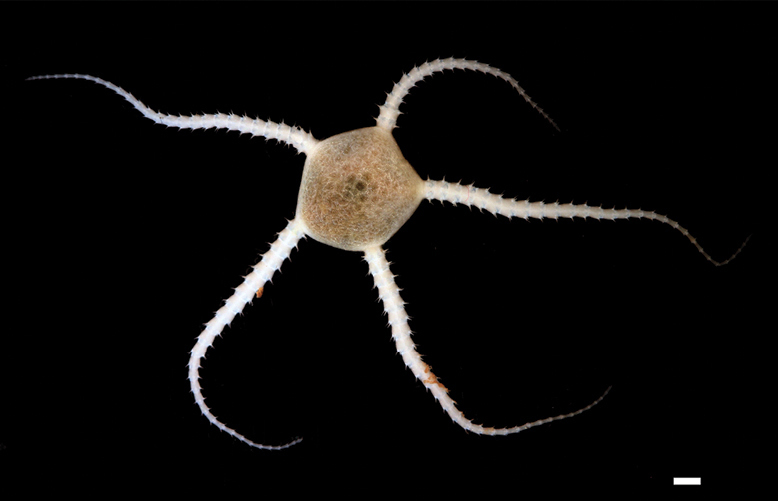
Ophiocymbium tanyae (Ophioscolecidae)